# Rauisuchidae
Los rauisúquidos (Rauisuchidae) son un familia de saurópsidos arcosaurios rauisuquios que vivieron a finales del período Triásico, desde el Carniense, hace aproximadamente 228 millones de años, hasta principios del Jurásico, hace 175 millones de años, en el Toarciano. Los rauisúquidos fueron un grupo de cazadores grandes, de hasta 6 metros o más de largo; incluyen a los representantes más avanzados del grupo de los raisuquianos. 
Este taxón supragenérico está basado en Rauisuchus tiradentes y es probablemente polifilético, aunque las hipótesis decisivas de la relación hayan sido difíciles de establecer (Gower 2000). La definición activa monotípica para Rauisuchidae se basa en la género y especie Rauisuchus tiradentes. Una definición más basal se ha escrito de modo que incluya las taxones que están más estrechamente vinculadas a Rauisuchus tiradentes pero que excluya las taxones más estrechamente vinculados a otros clados crurotarsianos. La definición activa filogenética es la del clado más inclusivo que contiene a Rauisuchus tiradentes (Huene 1942) pero no Aetosaurus ferratus (Fraas 1877), Prestosuchus chiniquensis (Huene 1942), Poposaurus gracilis (Mehl 1915) y Crocodylus niloticus (Laurenti 1768) 
El registro más temprano es de hace 228 millones de años en el Carniense de la Formación Santa Maria del Brasil y el último es un ejemplar sin nombrar de Zimbabue en el sur de Matabeleland.
Hay un cierto desacuerdo sobre cuales géneros se deben incluir en Prestosuchidae, en Rauisuchidae y en Poposauridae, y de hecho si estos se deben incluso pensar como familias separadas. Un análisis cladístico temprano de arcosaurios cocodrilotarsianos incluyó a Lotosaurus, Fasolasuchus, Rauisuchus y al "raisúquido de Kupferzell" posteriormente llamado Batrachotomus dentro de Rauisuchidae. Sin embargo, un estudio posterior encontró que Batrachotomus era más estrechamente vinculado a Prestosuchus, y era así un prestosúquido.  Además, se ha encontrado que el desdentado Lotosaurus estaba más estrechamente vinculado a los Ctenosauriscidae, un grupo de animales con una vela en su espalda. Dos géneros anteriormente considerados poposáuridos, son de hecho raisúquidos, estos son Teratosaurus  y Postosuchus.